# Chloroclystis craspedozona
Chloroclystis craspedozona là một loài bướm đêm trong họ Geometridae.